# ذا فويس بريطانيا
ذا فويس بريطانيا (بالإنجليزية: The Voice UK) هو مسلسل تلفزيوني بريطاني عن مسابقة الغناء. تم إنشاؤه بواسطة جون دي مول, وتم عرضه لأول مرة على بي بي سي وان خلال دورة تلفزيون الربيع في 24 مارس 2012. استناداً إلى ذا فويس هولندا الأصلي, وجزء من امتياز ذا فويس, بثت تسعة مسلسلات وتهدف إلى إيجاد موهبة غنائية غير موقعة حاليًا (منفردة أو ثنائية, محترفون وهواة) يتنافس عليها المطربون الطموحون, المستمدة من الاختبارات العامة. يحصل الفائزون على عقد تسجيل مع شركة بوليدور. الفائزون في السلسلة التسعة هم: ليان ميتشيل، أندريا بيجلي, جيرمين جاكمان, ستيفي ماكروري, كيفن سيم, مو أدينيران, روتي أولاجباغبي, مولي هوكينغ وبليسينج تشيتابا .
توظف السلسلة لجنة من أربعة مدربين ينتقدون أداء الفنانين ويوجهون فرقهم المكونة من فنانين مختارين خلال ما تبقى من المسلسل. يتنافسون أيضًا لضمان فوز عملهم بالمنافسة, مما يجعلهم المدرب الفائز. ظهرت اللوحة الأصلية على ويل.آي.أم وجيسي جي وتوم جونز و داني أودونوغ؛ عرضت لوحة السلسلة العاشرة ويل.آي.أم وجونز وأن-ماري وأن-ماري. ومن بين الحكام الآخرين من المسلسلات السابقة كايلي مينوغ وريكي ويلسون وريتا أورا وبالوما فيث وبوي جورج وجنيفر هدسون وجافين روسديل وميغان ترينور.
في نوفمبر 2015, أعلنت هيئة الإذاعة البريطانية أن السلسلة الخامسة من ذا فويس بريطانيا ستكون الأخيرة. في نفس الشهر, أعلنت قناة آي تي في أنها حصلت على حقوق بث ذا فويس بريطانيا لثلاث مسلسلات إضافية, بالإضافة إلى خطط لإصدار للأطفال الذي بدأ البث في عام 2017. تم عرض السلسلة العاشرة من ذا فويس بريطانيا لأول مرة في 2 يناير 2021.

## البث الدولي
في 23 ديسمبر 2016, أعلن المذيع التجاري الأيرلندي TV3 أن ذا فويس بريطانيا سيُعرض على القناة, بعد أن ألغت RTÉ One ذا فويس أيرلندا لصالح الرقص مع النجوم.